# مونبين
مون بين (الكورية: 문빈) (26 يناير 1998 - 19 أبريل 2023) هو مغني وممثل وراقص كوري جنوبي. كما عمل كعارض أزياء لدى فانتاجيو إنترتينمنت. وقد كان أحد أعضاء فرقة أسترو، وقد شكل ثنائي في داخل الفرقة عرف باسم مونبين وسانها. وهو أحد نجوم الكي بوب في العالم.

## حياته الشخصية
ولد مونبين في مدينة تشونغجو التابعة لمقاطعة تشنغتشونغ الشمالية. التحق وتخرج من مدرسة هانليم للفنون المتعددة، وكان تركيزه على الموسيقى العملية.
نشأ مونبين في أسرة مكونة منه ومن شقيقته مون سوا، والتي تكون أحد أعضاء فرقة بيلي الموسيقية.

## الأعمال

### المسلسلات التلفزيونية
| السنة | اسم المسلسل          | الدور            | المرجع       |
| ----- | -------------------- | ---------------- | ------------ |
| 2009  | فتيان قبل الزهور     | Young So Yi-jung | [ 8 ]        |
| 2019  | لحظة في الثامنة عشرة | Jung Oh-je       | [ 9 ] [ 10 ] |

### المسلسلات على الويب
| السنة | اسم المسلسل                       | الدور         | ملاحظات             | المرجع |
| ----- | --------------------------------- | ------------- | ------------------- | ------ |
| 2015  | To be Continued                   | مونبين        |                     |        |
| 2016  | My Romantic Some Recipe           |               | الحلقة 6، ضيف شرف   | [ 11 ] |
| 2017  | Idol Fever                        |               | ضيف شرف             | [ 12 ] |
| 2017  | Sweet Revenge ‏                    | مونبين        | ضيف شرف             | [ 13 ] |
| 2019  | Soul Plate                        | Angel Muriel  |                     | [ 14 ] |
| 2020  | The Mermaid Prince                | Woo Hyuk      | نمط الحياة في كوريا |        |
| 2020  | The Mermaid Prince: The Beginning | Choi Woo Hyuk | نمط الحياة في كوريا |        |
| 2021  | No Going Back Romance             |               | ضيف شرف             | [ 15 ] |
| 2021  | Find Me If You Can                |               | ضيف شرف; الحلقة 6   | [ 16 ] |

## الوفاة
عُثر على مونبين ميتًا في منزله في حي كانغنام سول من قبل مدير أعماله مساء يوم 19 أبريل 2023، عن عمر يناهز 25 عامًا، وذلك بعد تغيبه عن بروفاته. ونشرت وكالة أنباء يونهاب بيانًا أصدرته شرطة سول كانغنام التي تحقق في أسباب الوفاة: «يبدو أنه انتحر، نحن نناقش إمكانية تشريح الجثة لتحديد السبب الدقيق للوفاة». في 20 أبريل، صرحت شرطة كانغنام لشبكة CNN أنه «لم يتم العثور على أي دليل على وجود تلاعب في هذه القضية».
ووفقًا لبيان رسمي صادر عن فانتاجيو إنترتينمنت في 21 أبريل، أُعلن أن دفن مونبين سيجري في 22 أبريل 2023، وسيتم الحفاظ على سرية موكب الجنازة وموقع الدفن بناءً على طلب عائلته. قبل يوم واحد من وفاته، أُعلن أن مونبين من المقرر أن يؤدي في حفلة الحلم في مدينة بوسان مع فرقة أسترو وبالاشتراك مع زميله في الثنائي يون سانها. وعبر المنظمون عن تعازيهم عبر حساباتهم على مواقع التواصل الاجتماعي.